# The Imperial Gazetteer of India

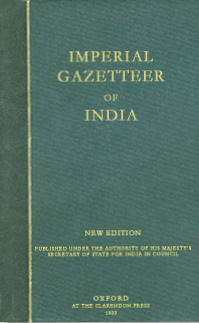
Обкладинка видання 1908 року

«The Imperial Gazetteer of India» — географічний довідник Британської Індії, що вперше цілком описав ту британську колонію.

## Історія створення
План довідника було складено Вільямом Гантером 1869 року, після чого 10 років пішло на поїздки Індією та зібрання 128 томів статистичної інформації на місцях. Після обробки та інформація, склавши у стиснутому вигляді 9 томів, й утворила географічний довідник.
Перше видання довідника вийшло 1881 року. У 1885—1887 роках вийшло друге видання, розширене до 14 томів. 1893 року вийшов окремий том «The Indian Empire: Its Peoples, History, and Products.», що містив розширений та оновлений загальний опис Індії.
У 1908, 1909 та 1931 роках «The Imperial Gazetteer of India» вийшов новим виданням. Того разу він складався з чотирьох енциклопедичних томів, що описували географію, історію, економіку й адміністрацію Індії, 20 томів упорядкованого за алфавітом географічного довідника, що містив назви різних місць і статистичну інформацію про них.
Нині той географічний атлас став суспільним надбанням і є доступним онлайн.